# SNAFU
SNAFU è un'espressione gergale della lingua inglese, per indicare che qualcosa è andato male, come al solito. È l'acronimo della frase Situation Normal, All Fucked Up; a volte è usato il termine fouled al posto di fucked per rendere meno volgare l'espressione. La frase si può tradurre in italiano con operazione riuscita, il paziente è morto (lett. situazione normale, tutto è fottuto).

## Storia
Le origini dell'acronimo possono essere fatte risalire al gergo colloquiale dei meccanici durante la seconda guerra mondiale. Alcuni fanno risalire l'origine ad un colloquio tra due militari, Don Taylor e Johnny Paup dell'Army Signal Corps americano, di stanza a Camp San Luis Obispo nel 1941: usando un nuovo codice che convertiva i messaggi in blocchi di cinque lettere, ottennero "SNAFU" e Don Taylor propose l'interpretazione poi divenuta famosa.
Una seconda origine possibile risale al gergo tecnico dei riparatori di telefoni, che già prima della guerra usavano la parola insieme a FUBAR (dal significato simile, fucked up beyond all recognition) durante i controlli tecnici alle cabine telefoniche, dove l'acronimo risultava utile per comunicare in tempi brevi con la centrale anche su linee poco funzionali.
Il termine risulta comunque già diffuso durante il conflitto: durante l'offensiva delle Ardenne, la conseguente ritirata alleata e l'assedio da parte dei tedeschi a Bastogne, alcuni soldati della 101ª Divisione Aviotrasportata appartenenti ad unità gravemente compromesse vennero riuniti in una nuova unità ai comandi del generale McAuliffe. La nuova unità venne nominata Task Force SNAFU.

## Utilizzo del termine
Il termine SNAFU è utilizzato correntemente quindi per indicare una situazione che è fuori controllo, specie se il fatto non è occasionale. 

## Nei media
Durante la guerra l'esercito statunitense produsse una serie di cartoni animati il cui protagonista, inventato da Frank Capra, era un soldato semplice (private nel gergo militare) un po' tonto, di nome Private Snafu.
Le storie, scritte da Theodor Geisel (famoso favoliere col nome di Dr. Seuss), dirette da Chuck Jones e doppiate da Mel Blanc, vennero prodotte da Warner Bros. (nonostante anche Disney avesse cercato di accaparrarsi l'incarico). Il personaggio inizialmente doveva istruire i soldati in modo informale e divertente su come evitare comportamenti scorretti o pericolosi, ma col tempo si trasformò più in un mezzo di solo intrattenimento. Vennero mantenute però le caricature razziste tipiche dell'epoca, e anche le nudità parziali o imprecazioni non censurate dato che il cartone era inteso per un pubblico di soldati.

## Musica
Snafu è anche il nome di un gruppo rock blues inglese che nel 1974 pubblicò l'album Situation Normal con l'etichetta World Wide Associates e ristampato su CD nel 1994 dall'etichetta REPERTOIRE.
Nel 1970 il gruppo progressive rock jazz inglese East of Eden pubblicò l'album Snafu con l'etichetta Deram e ristampato dalla Eclectic Disc nel 2004.